# Jerzy Stepaniuk
Jerzy Stepaniuk (ur. 6 kwietnia 1881 w Policznej, zm. 9 lipca 1918 w Andriejewskim w Siedmiorzeczu) – duchowny prawosławny, jeden ze świętych nowomęczenników i wyznawców rosyjskich. 

## Życiorys
Był synem Marty i Fiodora Stepaniuków. W wieku dziewiętnastu lat podjął pracę nauczyciela w szkole cerkiewno-parafialnej w Nogorodowiczach, ożenił się z Eufrozyną zd. Łogosz, urodzoną w Ochnowie. Po tym, gdy troje ich dzieci kolejno zachorowało i zmarło w dzieciństwie, Jerzy Stepaniuk postanowił zostać prawosławnym kapłanem. Ukończył seminarium duchowne w Moskwie w 1911 r., po czym został skierowany do służby w Glinowce w obwodzie siemirieczeńskim. Po dwóch latach przeniesiono go do parafii w Andriejewskim, w tym samym powiecie. W miejscowości tej ks. Stepaniuk łączył służbę kapłańską z pracą nauczyciela religii i arytmetyki. Między r. 1910 a 1918 w rodzinie Stepaniuków urodziła się czwórka dzieci.
W czerwcu 1918 r., podczas wojny domowej w Rosji i po zajęciu Andriejewskiego przez oddział czerwonych, duchowny został aresztowany, ostatecznie jednak zwolniono go. Dwa tygodnie później, gdy do wsi wkroczył inny oddział walczący po stronie bolszewików, kapłana zatrzymano po raz drugi, a po kilkunastu godzinach samowolnie, bez śledztwa ani sądu, rozstrzelano na urwisku nad Czinżałem. Został pochowany na miejscowym cmentarzu. 
Jerzy Stepaniuk został kanonizowany jako święty kapłan-nowomęczennik, jeden z soboru Świętych Nowomęczenników i Wyznawców Rosyjskich w 2000. Dzień jego indywidualnego wspomnienia liturgicznego wypada w rocznicę śmierci.
Kanonizacja duchownego została uznana przez Polski Autokefaliczny Kościół Prawosławny. Ośrodkiem kultu Jerzego Stepaniuka jest cerkiew Podwyższenia Krzyża Pańskiego w Werstoku, gdzie przyszły święty został ochrzczony.